# Lautaro Morales
Lautaro Alberto Morales (ur. 16 grudnia 1999 w Quilmes) – argentyński piłkarz występujący na pozycji bramkarza, od 2025 roku zawodnik Lanús.